# Estação Ferroviária de Santa Clara-Sabóia
A Estação Ferroviária de Santa Clara - Sabóia (nome grafado originalmente como "Saboya"), também conhecida como de Santa Clara-Sabóia, ou de Santa Clara Sabóia,:183 e originalmente denominada de Sabóia-Monchique, é uma interface da Linha do Sul, que serve nominalmente as localidades de Sabóia e Santa Clara-a-Velha, ambas no município de Odemira, em Portugal.

## Descrição

### Localização e acessos

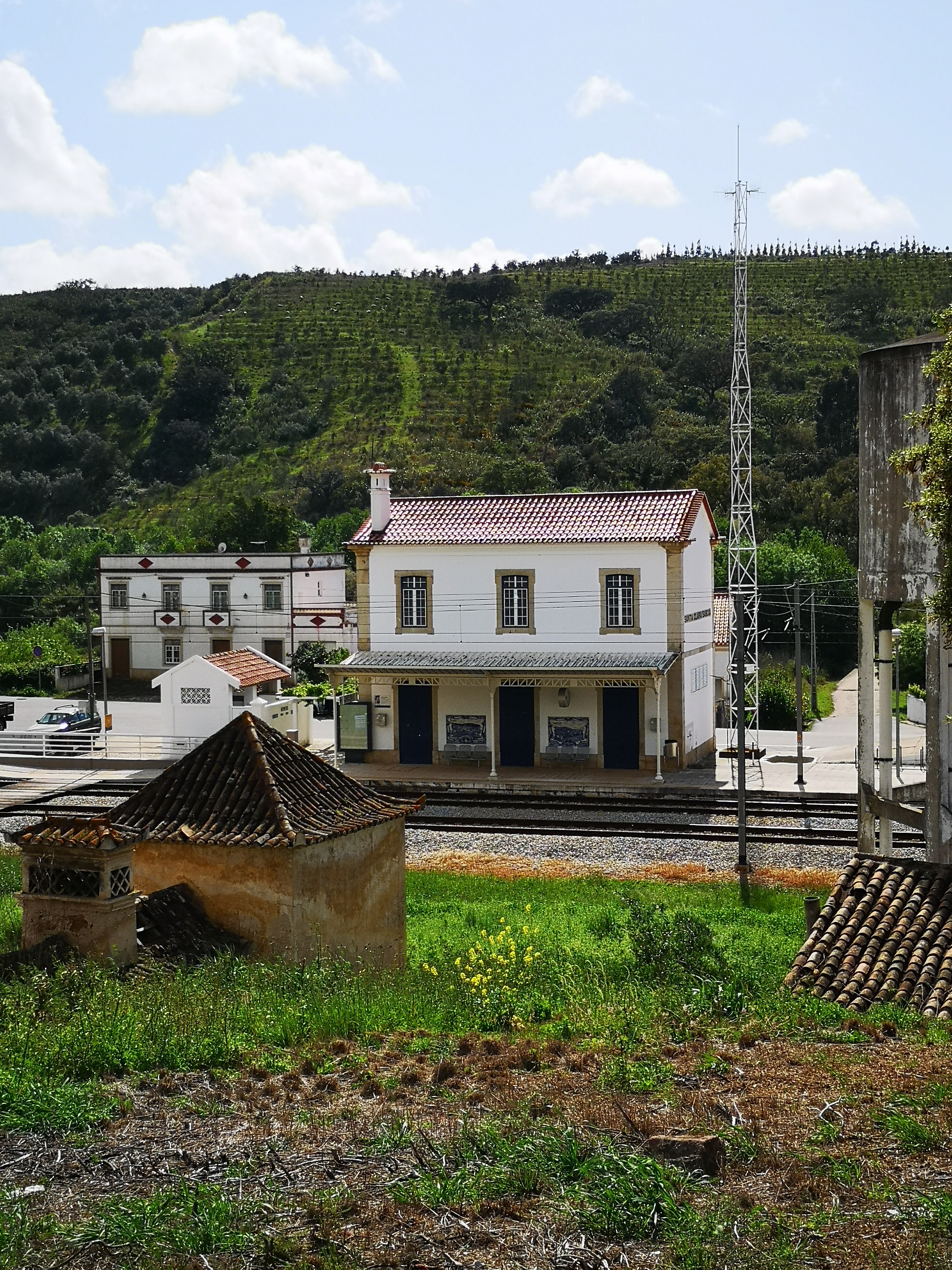
Enquadramento da estação, vista de nascente, em 2019.

Esta estação situa-se imediatamente a sul da confluência da Ribeira de Telhares no Rio Mira, circulando a Linha do Sul pelo vale do troço superior deste e pelo vale daquela.
Está situada a oeste da povoação nominal de Sabóia, sendo o seu centro (Atlético) distante menos de quilómetro e meio em linha reta mas, devido ao relevo interveniente, com percursos mínimos entre 2 e 3 km, consoante o trajeto.
A outra povoação nominal, Santa Clara-a-Velha, situa-se a norte da estação, onde a Linha do Sul, ao seu PK 252+5, passa tangente ao limite poente deste aglomerado populacional (Montes de Baixo); o seu centro (Goa) dista da estação igualmente entre 2 e 3 km consoante o percurso, sendo a ER266 o acesso viário preponderante.
Existem paragens de transporte rodoviário coletivo de passageiros em ambas as localidades epónimas, operadas pela Rodoviária do Tejo, mas não junto à estação.

### Infraestrutura
Esta interface apresenta apenas duas vias de circulação (I e II), respetivamente com 491 e 472 m de extensão e cada uma acessível por plataformas com, respetivamente, 93 e 80 m de comprimento e ambas com 685 mm de altura; existem ainda duas vias secundárias (III e IV) com comprimentos respetivos de 194 e 156 m que estam eletrificadas em menos de metade da sua extensão, estando as restantes vias integralmente eletrificadas; esta configuração constitui um Ramal de Estação centrado ao PK 254+77 e gerido pela Infraestruturas de Portugal, com tipologia «Linhas de Carga/Desc. DPF». O edifício de passageiros situa-se do lado poente da via (lado direito do sentido ascendente, para Tunes).

### Serviços
Em dados de 2023, esta interface é servida por comboios de passageiros da C.P. de tipo intercidades com três circulações diárias em cada sentido entre Faro e Lisboa-Oriente, e uma única de tipo Alfa Pendular entre Faro e Porto-Campanhã, apenas neste sentido.

## História

### Planeamento, construção e inauguração
Quando se discutiu o percurso da ligação ferroviária entre Beja e Faro, em 1858, foram propostos dois traçados, um dos quais ia só até Mértola, utilizando-se a navegação fluvial ao longo do Rio Guadiana, enquanto que o outro atravessava a serra Algarvia, passando por São Martinho das Amoreiras, Santa Clara-Sabóia, Vale da Mata, e São Bartolomeu de Messines. Foi escolhido o segundo percurso, porque permitiria uma ligação contínua por caminho de ferro até ao Algarve e facilitaria o acesso às minas de Aljustrel. O lanço entre Amoreiras-Odemira e Faro foi inaugurado em 1 de Julho de 1889.

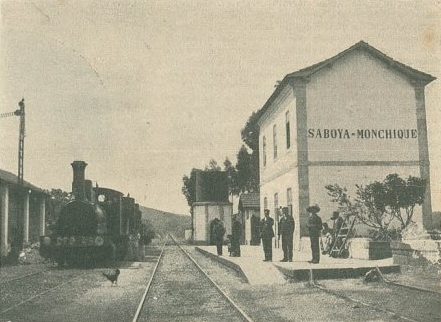
Estação de Sabóia nos inícios do século XX, quando ainda ostentava o nome de Saboya-Monchique.

### Século XX
Segundo um relatório apresentado em 29 de Janeiro de 1901 pela Administração dos Caminhos de Ferro do Estado, estava em construção a Estrada Real 76, que unia esta estação a Monchique. Em 1906, foi alterado o nome da estação, de "Saboya-Monchique" para apenas "Sabóia", uma vez que a estrada para Monchique ainda não estava concluída, além que aquela localidade algarvia tinha passado a ser servida pela estação provisória de Portimão.
Segundo o Anuário Comercial de 1925, existiam três unidades de moagem na freguesia de Sabóia, sendo uma destas situada junto desta estação, operada pela firma Carito e C.ª L.da. Num artigo publicado no jornal O Monchiquense de 1 de Fevereiro de 1926, o jornalista José António Gascon defendeu a conclusão da estrada entre a estação de Sabóia e Monchique, alegando que não só iria favorecer o desenvolvimento daquele concelho, como melhorar as ligações entre o Alentejo e o barlavento algarvio. A estrada também foi defendida por José António Paralta num artigo escrito no jornal O Monchiquense em 22 de Setembro de 1927, alegando que «depois de construida a estrada que ligará Monchique com a estação de caminho de ferro de Saboia, facilmente poderão ser exportadas as frutas, madeiras, cortiças e outros produtos destas terras para os centros consumidores e, então os habitantes de Monchique começarão a gosar os beneficios a que teem direito como trabalhadores e amigos do progresso». Porém, a estrada até Monchique só foi concluída em 1931, pela Junta Autónoma das Estradas, tendo nesta época já sido novamente alterado o nome da estação, para "Santa Clara - Sabóia". Em 1937, a Companhia dos Caminhos de Ferro Portugueses criou uma carreira de autocarros desde a estação de Sabóia até à Praia da Rocha, passando por Monchique, e que se ligava aos comboios rápidos da Linha do Sul, que paravam na estação.

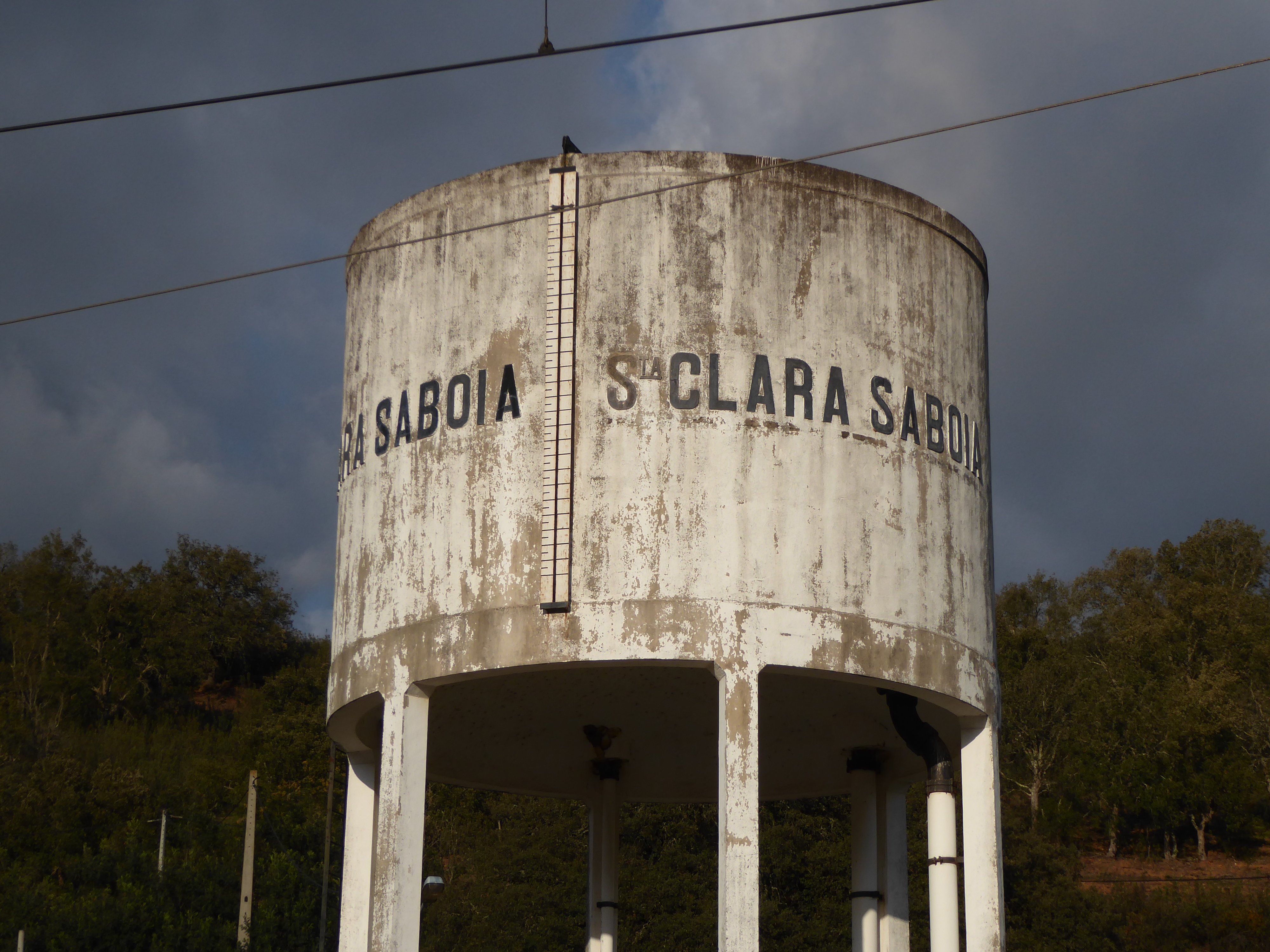
Torre de água na estação de Santa Clara - Sabóia.

Um diploma publicado do Diário do Governo n.º 123, II Série, de 28 de Maio de 1948, adjudicou ao empreiteiro José da Silva a construção de dois reservatórios de betão armado de 100 m³, um em Sabóia e outro em Moura. O auto da recepção definitiva desta empreitada foi aprovado por um diploma no Diário do Governo n.º 188, Série II, de 14 de Agosto de 1950.

### Século XXI
Em Janeiro de 2011, contava com duas vias de circulação, com 458 e 477 m de comprimento; a primeira plataforma tinha 35 e 25 cm de altura e 132 m de comprimento, enquanto que a segunda tinha uma altura de 70 cm, e um comprimento de 70 m — valores mais tarde ampliados para os atuais.
Em Dezembro de 2011, a operadora Comboios de Portugal alterou os horários nos serviços Intercidades, que passaram a servir a estação de Sabóia, devido à suspensão dos comboios regionais na Linha do Sul.

Em Fevereiro de 2024 a Comissão dos Utentes dos Serviços Públicos do Concelho de Odemira denunciou os graves problemas de transportes no concelho, principalmente em termos de acesso aos caminhos de ferro, uma vez que havia quatro estações ferroviárias encerradas, forçando os utentes a «realizar muitas dezenas de quilómetros para a estação de Sabóia, para depois deslocarem-se para outros pontos do país».

## Ver também

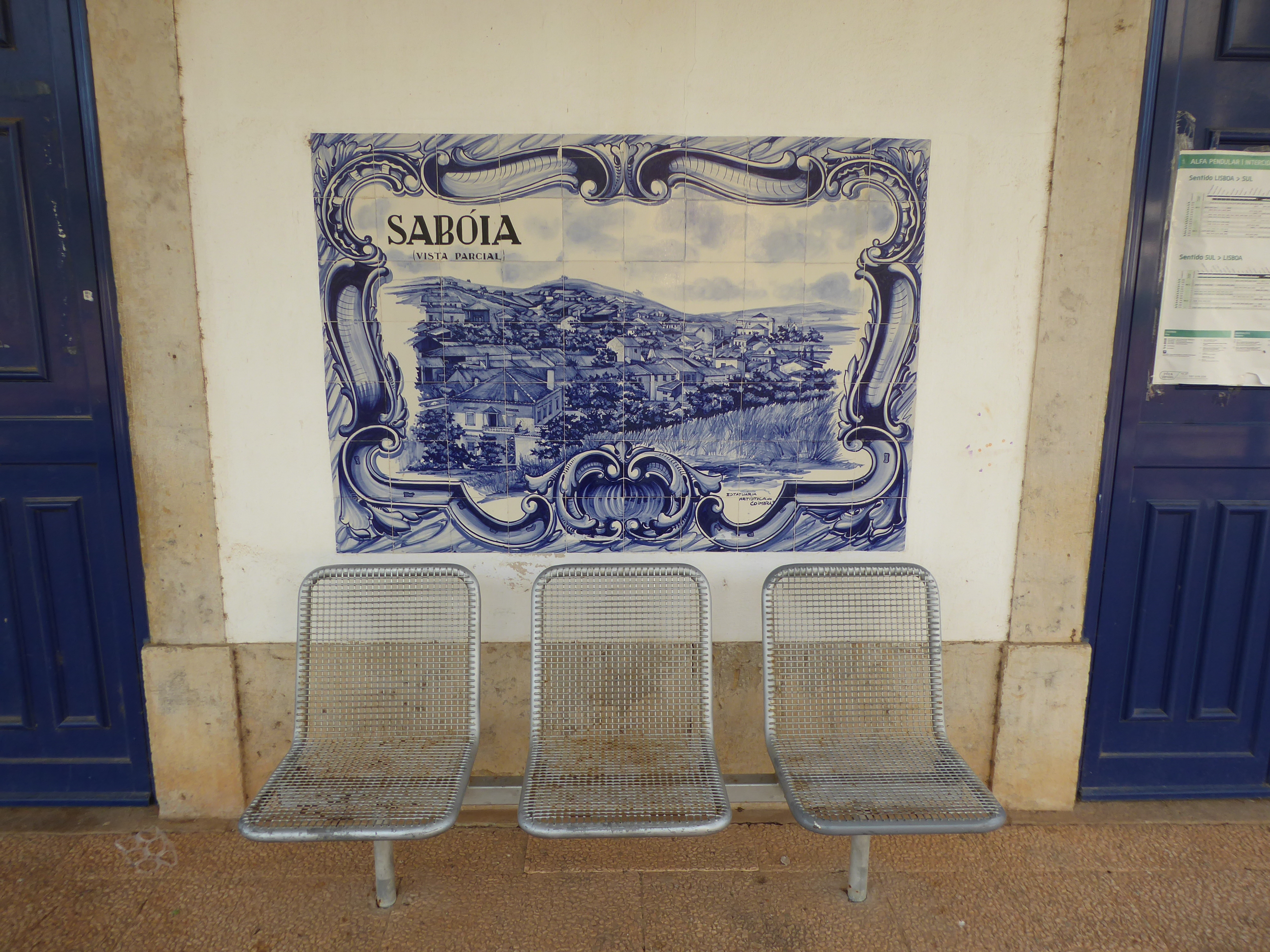
Painel de azulejos na estação de Santa Clara - Sabóia.